# Нангпа Ла
Нангпа-Ла (кит.: 囊 帕拉 山口) — високогірний перевал (5806 м) між Непалом і Китаєм в декількох кілометрах на захід гори Чо-Ойю і в 30 км на північний захід від гори Еверест у Гімалаях. Він служить основним торговим маршрутом між тибетцями і народом шерпа в районі Кхумбу. Після приєднання Тибета до Китаю втратив значення як караванний маршрут. До 2001 року був закритою військовою зоною.
На перевалі 30 вересня 2006 року відбулися події відомі як Розстріл у Нангпа Ла